# Eupilaria varaha
Eupilaria varaha är en tvåvingeart som beskrevs av Alexander 1956. Eupilaria varaha ingår i släktet Eupilaria och familjen småharkrankar. Inga underarter finns listade i Catalogue of Life.